# Communauté de communes Rhône Lez Provence
La  communauté de communes Rhône Lez Provence (CCRLP) est une communauté de communes française, située dans le département de Vaucluse.

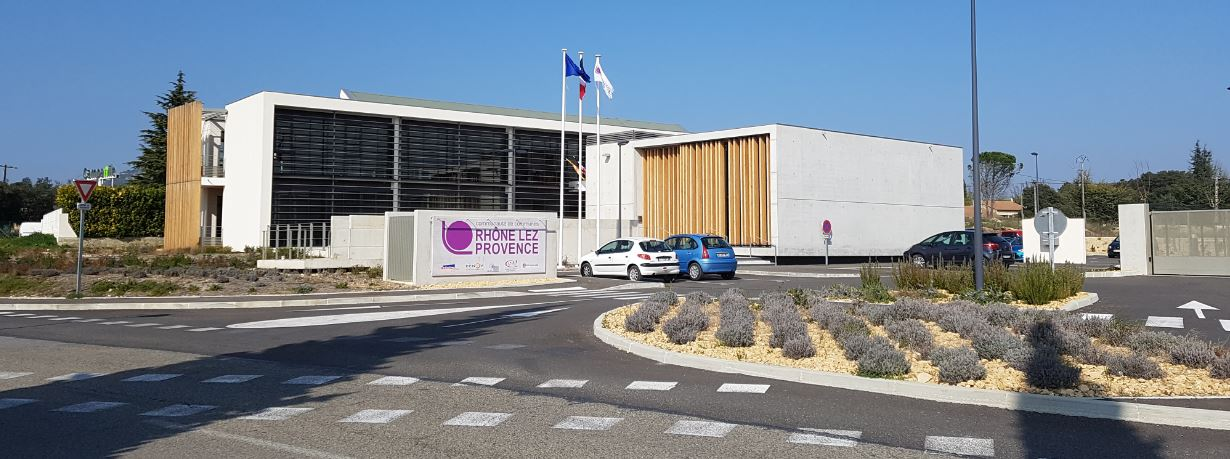

## Composition
La communauté de communes est composée des 5 communes suivantes :

| Nom              | Code Insee | Gentilé       | Superficie (km2) | Population (dernière pop. légale) | Densité (hab./km2) |
| ---------------- | ---------- | ------------- | ---------------- | --------------------------------- | ------------------ |
| Bollène (siège)  | 84019      | Bollénois     | 54,03            | 13 871 (2022)                     | 257                |
| Lamotte-du-Rhône | 84063      | Lamottois     | 11,97            | 397 (2022)                        | 33                 |
| Lapalud          | 84064      | Lapaluciens   | 17,37            | 3 831 (2022)                      | 221                |
| Mondragon        | 84078      | Mondragonnais | 40,65            | 3 756 (2022)                      | 92                 |
| Mornas           | 84083      | Mornassiens   | 26,09            | 2 530 (2022)                      | 97                 |

## Démographie
| 1968   | 1975   | 1982   | 1990   | 1999   | 2006   | 2011   | 2016   | 2022   |
| ------ | ------ | ------ | ------ | ------ | ------ | ------ | ------ | ------ |
| 17 992 | 17 667 | 20 834 | 22 802 | 23 385 | 23 429 | 24 383 | 24 103 | 24 385 |

## Compétences jusqu'au 31 décembre 2016
- Aménagement de l'espace communautaire
- Développement économique
- Collecte et traitement des déchets ménagers et assimilés
- Gestion de l'aire d'accueil des gens du voyage
- Gestion des milieux aquatiques et prévention des inondations
- Protection et mise en valeur de l'environnement
- Construction, entretien et fonctionnement d'équipements d'enseignement pré élémentaire et élémentaire, culturels et sportifs
- Création, aménagement et entretien de la voirie définies d'intérêt communautaire
- Service de restauration collective
- Autorisation du droit des sols
- Services techniques communs
- Réseaux intercommunaux

## Historique
La communauté de communes Rhône lez Provence a été créée le 21 novembre 2005.

## Administration

### Présidence
| Période | Période  | Identité              | Étiquette | Qualité                                    |
| ------- | -------- | --------------------- | --------- | ------------------------------------------ |
| 2005    | 2008     | Marc Serein           | PS        | Maire de Bollène                           |
| 2008    | 2014     | Jean-Pierre Lambertin | PS        | Maire de Lapalud et ancien député          |
| 2014    | En cours | Anthony Zilio         | Divers    | Conseiller municipal puis maire de Bollène |

### Conseillers
Le conseil communautaire de la communauté de communes se compose de 31 conseillers pour la mandature 2020-2026, répartis comme suit :
| Nombre de conseillers | Communes           |
| --------------------- | ------------------ |
| 15                    | Bollène            |
| 6                     | Lapalud, Mondragon |
| 3                     | Mornas             |
| 1                     | Lamotte-du-Rhône   |